# Michael Denner
Michael Denner (ur. 5 listopada 1958) – duński gitarzysta, grający między innymi w takich zepołach, jak: King Diamond, Mercyful Fate, Brats, Zoser Mez, Danger Zone i Force of Evil. Gościnnie wystąpił na płytach Furious Trauma, Jacka Crackera i Notre Dame. 
Jego muzyczną wizytówką jest Gibson Flying V.
W 2004 roku muzyk wraz z Hankiem Shermannem został sklasyfikowany na 57. miejscu listy 100 najlepszych gitarzystów heavymetalowych wszech czasów według magazynu Guitar World.